# Гусиноозьорска котловина
Гусиноозьо̀рската котловина (на руски: Гусиноозëрская котловина) е котловина, разположена в южната част на Република Бурятия, Русия. Простира се от югозапад на североизток на протежение от 60 km и ширина до 15 km, между хребетите Хамар-Дабан на северозапад и Моностой на югоизток. Надморскта ѝ височина варира от 550 m до 600 m. Изградена е от мезокайнозойски седиментни наслаги, с които са свързани находищата на кафяви въглища. В центърът на котловината е разположено Гусиное езеро, от южния край на което изтича река Баин Гол, ляв приток на Темник, която е ляв приток на Селенга. Дъното на котловината е покрито със степна растителност, на места заблатено, а по склоновете ѝ са развити сухи степи. В котловината са разположени град Гусиноозьорск (на североизточния бряг на езерото) и няколко села. По цялото и протежение преминава участък от жп линията Улан Уде – Улан Батор.

## Топографска карта
- Топографска карта М-48-Б, М 1:500 000[2]